# الیگارش روس

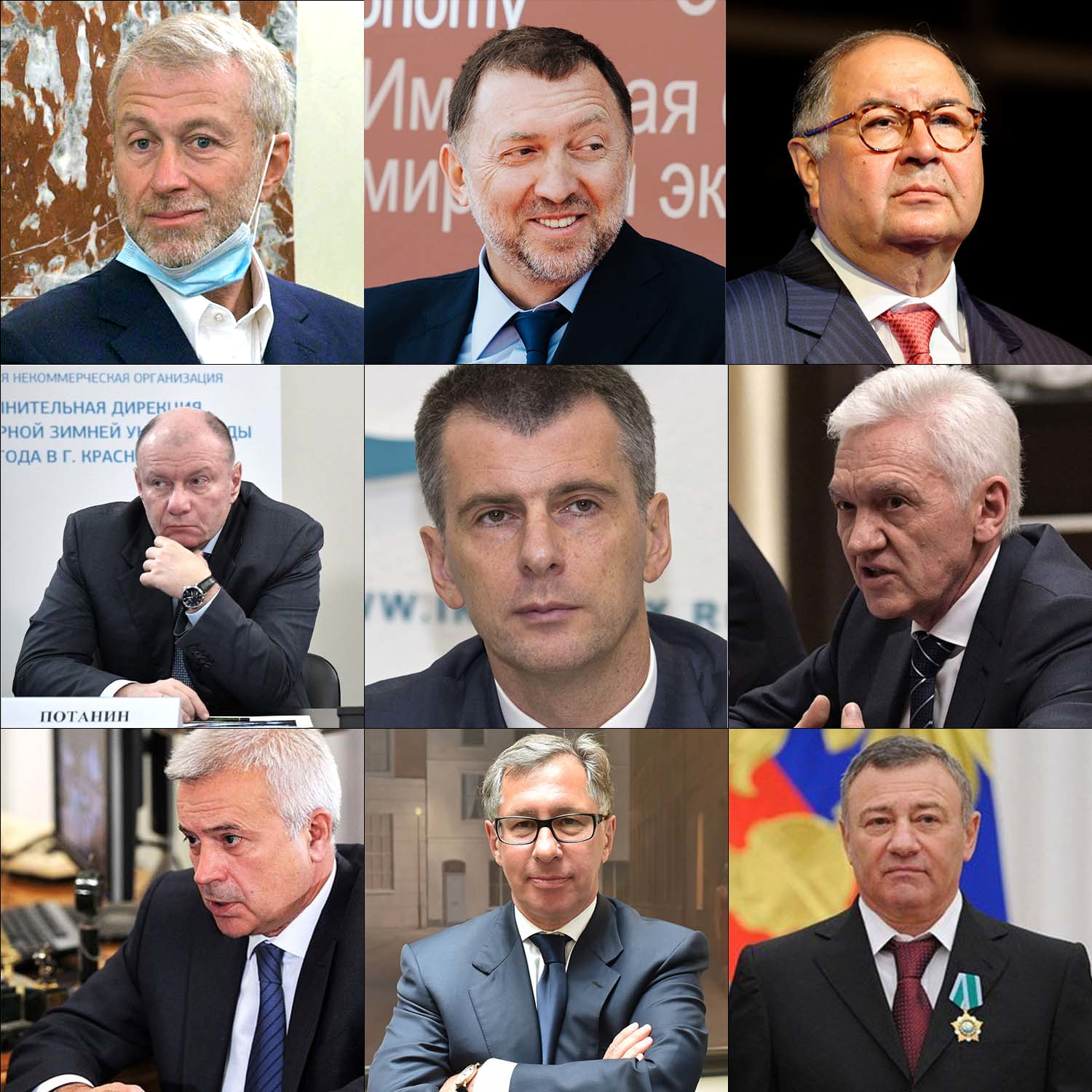
الیگارش‌های روس: (از بالا سمت چپ به پایین)
رومن آبراموویچ، آلگ دریپاسکا، علی‌شیر عثمانف، ولادیمیر پوتانین، میخائیل پروخوروف، گنادی تیمچنکو، واحد علی‌اکبروف، پیتر آون و آرکادیا راتنبرگ.

الیگارش‌های روس الیگارش‌های کسب‌وکاری جمهوری‌های شوروی سابق هستند که در دوران خصوصی‌سازی روسیه پس از انحلال اتحاد جماهیر شوروی در دهه ۱۹۹۰ به سرعت ثروت جمع‌آوری کردند. دولت در حال فروپاشی شوروی، مالکیت دارایی‌های دولتی را مورد مناقشه رها کرد، که امکان معاملات غیررسمی با مقامات سابق اتحاد جماهیر شوروی (بیشتر در روسیه و اوکراین) را به عنوان ابزاری برای به دست آوردن اموال دولتی فراهم کرد. مورخ ادوارد ال. کینان مقایسه ای بین پدیده الیگارشی کنونی روسیه و نظام‌های بویارهای قدرتمندی که در مسکووی اواخر قرون وسطی پدیدار شد، انجام داده‌است.
اولین الیگارش‌های مدرن روسیه به عنوان کارآفرینان بخش کسب و کار تحت رهبری میخائیل گورباچف (دبیرکل ۱۹۸۵–۱۹۹۱) در طول دوره آزادسازی بازار ظهور کردند. این کارآفرینان نسل جوان توانستند ثروت اولیه خود را به دلیل اصلاحات گورباچف " که در آن وجود همزمان قیمت‌های تنظیم شده و شبه بازاری فرصت‌های بزرگی را برای آربیتراژ ایجاد کرد " به دست آورند. اصطلاح " الیگارش " از oligarkhia یونانی باستان به معنای "حکومت تعدادی معدود " گرفته شده‌است.
از سال ۲۰۱۸، چندین الیگارش روسی و شرکت‌های آنها به دلیل حمایت از «فعالیت بدخیم دولت روسیه در سراسر جهان» تحت تحریم‌های آمریکا بر اساس «قانون مقابله با دشمنان آمریکا از طریق تحریم‌ها» (کاتسا) قرار گرفته‌اند.

## دوران یلتسین
در پایان دوران شوروی در سال ۱۹۹۱ و در دوران پرسترویکای میخائیل گورباچف از ۱۹۸۵ تا ۱۹۹۱، بسیاری از بازرگانان در روسیه کالاهایی مانند رایانه‌های شخصی و شلوار جین را وارد یا قاچاق می‌کردند و آنها را اغلب در بازار سیاه برای سود کلان می‌فروختند.
تأثیرگذارترین و آشکارترین الیگارش‌های دوران یلتسین عبارتند از:
- بوریس برزوفسکی
- میخاییل فریدمن
- ولادیمیر گوسینسکی
- میخائیل خودورکوفسکی
- ولادیمیر پوتانین
- الکساندر اسمولنسکی
- پیتر آون
- ولادیمیر وینوگرادوف
- ویتالی مالکین

## دوران پوتین

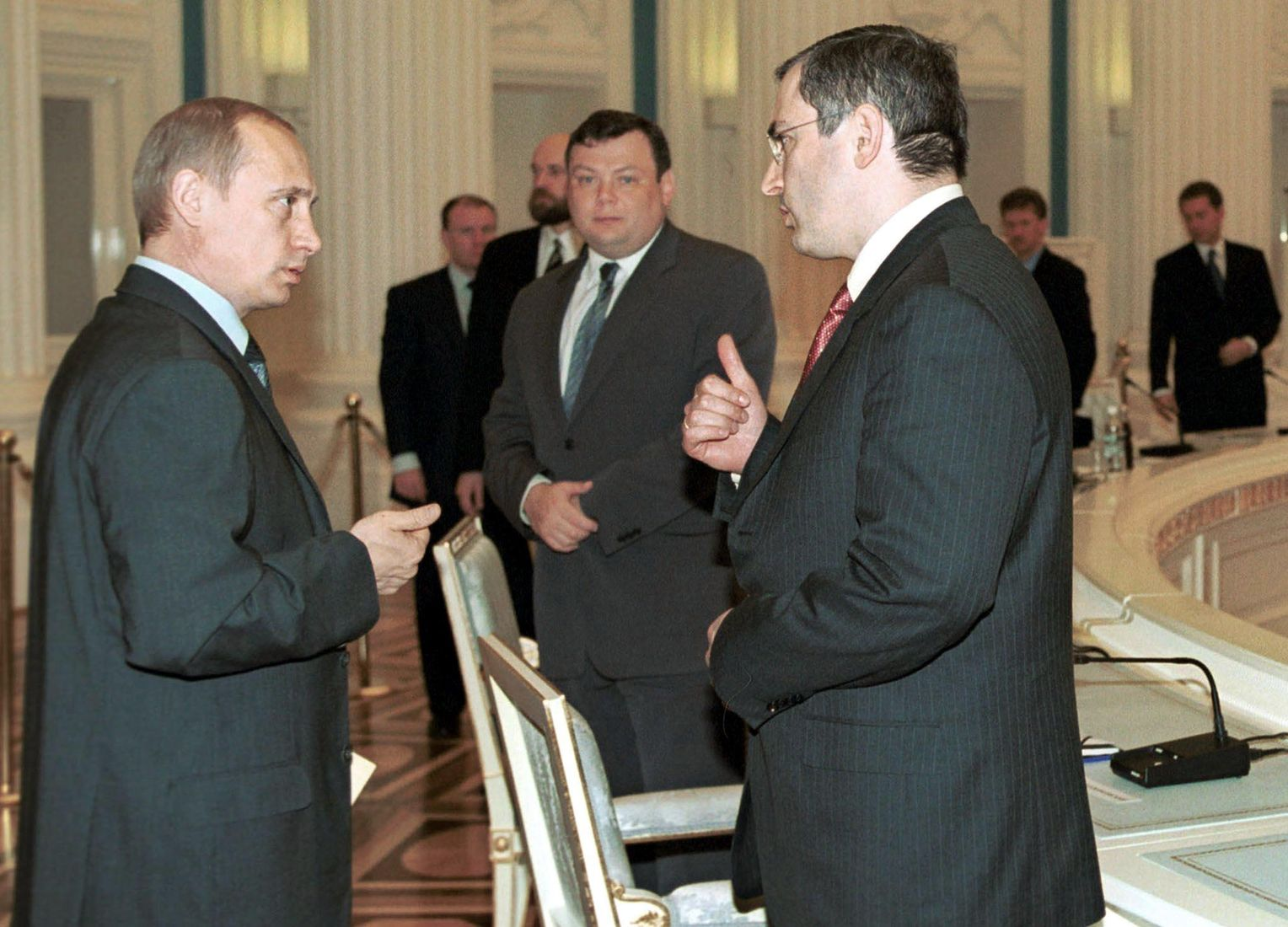
پوتین (چپ)، با سرگئی پوگاچف (پشت مرکز)، میخائیل فریدمن (مرکز) و میخائیل خودورکوفسکی (راست) در ۲۰۰۱

از الیگارش‌های برجسته دوران پوتین عبارتند از رومن آبراموویچ، الکساندر آبراموف، آلگ دریپاسکا، میخائیل پروخوروف، علی‌شیر عثمانف، گرمان خان، ویکتور وکسلبرگ، لئونید میکلسون، واگیت الکپروف واحد علی‌اکبروف میخائیل فریدمن، دمیتری ایفگنویچ ریبولوفلیف پیتر آون ولادیمیر پوتانین فریدمن، دمیتری الیوتا و ویتالی ملکین.
بین سال‌های ۲۰۰۰ و ۲۰۰۴، پوتین ظاهراً درگیر جنگ قدرت با برخی از الیگارش‌ها شد و با آنها به یک «معامله بزرگ» رسید. این معامله به الیگارش‌ها اجازه داد تا در ازای حمایت صریح و همسویی با دولت پوتین، قدرت خود را حفظ کنند. تعداد بسیار بیشتری از اهالی کسب و کار در دوران قدرت پوتین و اغلب به دلیل روابط شخصی با پوتین به الیگارش تبدیل شده‌اند، مانند، ولادیمیر لیتویننکو، مدیر مؤسسه ای که پوتین در سال ۱۹۹۶ از آن مدرک گرفت و آرکادی روتنبرگ دوست دوران کودکی و مربی جودوی پوتین با این حال، تحلیلگران دیگر استدلال می‌کنند که ساختار الیگارشی در دوران پوتین دست نخورده باقی مانده‌است و پوتین بیشتر وقت خود را صرف میانجیگری در اختلافات قدرت بین الیگارش‌های رقیب می‌کند. برخی مانند میخائیل میریلاشویلی زندانی شده بودند.

### الیگارش‌ها در لندن
تعداد قابل توجهی از الیگارش‌های روسی خانه‌هایی را در بخش‌های لوکس لندن در بریتانیا خریداری کرده‌اند که به آن «مسکو روی تیمز» یا «لندنگراد» لقب گرفته‌اند. برخی مانند یوجین شویدلر، الکساندر کناستر، کنستانتین کاگالوفسکی و آبرام رزنیکوف، مقیم لندن هستند و اقامت دائم لندن را گرفته‌اند. اکثر آنها در هر دو کشور دارای خانه و همچنین دارایی هستند و سهام کنترلی در شرکت‌های بزرگ اروپایی به دست آورده‌اند. آنها به‌طور منظم بین لندن و روسیه رفت و آمد می‌کنند. در بسیاری از موارد خانواده‌های آنها در لندن زندگی می‌کنند و فرزندانشان در آنجا به مدرسه می‌روند. در سال ۲۰۰۷ آبرام رزنیکوف یکی از شرکت‌های بازیافت بزرگ اسپانیا به نام Alamak Espana Trade SL را خرید، در حالی که رومن آبراموویچ باشگاه فوتبال انگلیسی چلسی اف سی را در سال ۲۰۰۳ خریداری کرد و مبالغ بی‌سابقه ای را برای حقوق بازیکنان خرج کرد.
میلیاردر الیگارش مسکویی، میخائیل فریدمن، دومین مرد ثروتمند روسیه تا سال ۲۰۱۶، در حال حاضر در حال بازسازی خانه آتلون در لندن که ارزش آن در هنگام بازسازی حدود ۱۳۰ پوند میلیون است به عنوان اقامتگاه اصلیش است.

### حمله ۲۰۲۲ به اوکراین و تحریم‌ها
پس از تهاجم روسیه به اوکراین در سال ۲۰۲۲، رهبران کانادا، ایالات متحده و اروپا به علاوه ژاپن، گام‌های بی‌سابقه‌ای برای تحریم مستقیم پوتین و الیگارش‌ها برداشتند. در پاسخ به تحریم‌ها، الیگارش‌های هدف شروع به پنهان کردن ثروت کردند تا از مسدود کردن دارایی‌های کشورهای غربی جلوگیری کنند. این تحریم‌ها قصد دارند به‌طور مستقیم طبقه حاکم روسیه را به عنوان پاسخی به جنگ بی‌دلیل آنها با اوکراین تحت تأثیر قرار دهند. اگرچه تحریم‌ها معمولاً بر ثروتمندترین الیگارش‌ها اثر نمی‌گذارند، اما به دلیل قدرت پوتین بر کسانی که تحریم شده‌اند، تأثیر آن بر جنگ ناشناخته است.
هدف تحریم‌ها علاوه بر مسدود کردن دارایی‌های خارجی، محدود کردن سفر و قطع روابط تجاری، بر زندگی شخصی تعدادی از الیگارش‌ها از جمله این افراد است:
- ولادیمیر پوتین (رئیس‌جمهور روسیه)
- الکساندر الکساندرویچ ودیاخین (مدیر بانکداری اسبربانک)
- آندری سرگیویچ پوچکوف (رئیس بانک و فوتبال VTB)
- یوری آلکسیویچ سولوویف (رئیس باشگاه دینامو مسکو و مدیر اجرایی بانک VTB)
- ایگور سچین (مدیر اجرایی روس نفت و معاون سابق نخست‌وزیر)
- آندری پاتروشف (دبیر شورای امنیت روسیه)
- سرگئی سرگیویچ ایوانوف (عضو هیئت مدیره گازپرومبانک و رئیس معدن الماس آلروسا)
- کریل شامالوف (مدیر اجرایی گازپروم و داماد سابق پوتین)
- یوری اسلیوسار (مدیر شرکت هواپیمایی یونایتد و عضو هیئت مدیره آئروفلوت، خطوط هوایی روسیه Pjsc و یونایتد ایکرافت)
- پتر فرادکوف (مدیر اجرایی Promsvyazbank)
- گنادی تیمچنکو (رئیس سهام خصوصی گروه ولگا)

در ۲ مارس ۲۰۲۲، ایالات متحده یک گروه ویژه با نام " Task Force KleptoCapture " را اعلام کرد. این تیم برای هدف قرار دادن الیگارش‌ها تشکیل شده‌است. این سازمان متشکل از مقامات FBI، خدمات مارشال، IRS، بازرسی پستی، تحقیقات امنیت داخلی و سرویس مخفی است. هدف اصلی این کارگروه اعمال تحریم‌های تعیین شده علیه این افراد برای مسدود کردن و مصادره دارایی‌هایی است که دولت آمریکا ادعا می‌کرد حاصل مشارکت غیرقانونی آنها با دولت روسیه و تهاجم به اوکراین است.